# Elecciones estatales de Sonora de 1985
Las elecciones estatales de Sonora de 1985 se llevaron a cabo el domingo 7 de julio de 1985, simultáneamente con las elecciones federales y en ellas se renovaron los siguientes cargos de elección popular en el estado mexicano de Sonora:
- Gobernador de Sonora. Titular del Poder Ejecutivo del estado, electo para un periodo de seis años no reelegibles en ningún caso, el candidato electo fue Rodolfo Félix Valdés, sin embargo el PAN denunció fraude electoral.
- 68 Ayuntamientos. Compuestos por un Presidente Municipal y regidores, electos para un periodo de tres años no reelegibles para el periodo inmediato.
- Diputados al Congreso del Estado. Electos por mayoría relativa en cada uno de los Distrito Electorales.

## Resultados electorales

### Gobernador
|  | 28.3 % |

|  | 71.7 % |

|  | 100.00 % |

### Municipios
|                                               | Partido Acción Nacional                    | 0  |
|                                               | Alianza (PRI, PPS y PARM)                  | 68 |
|                                               | Partido Demócrata Mexicano                 | 3  |
|                                               | Partido Revolucionario de los Trabajadores | 3  |
|                                               | Partido Socialista de los Trabajadores     | 2  |
|                                               | Partido Socialista Unificado de México     | 2  |
|                                               | Partido Mexicano de los Trabajadores       | 1  |
|                                               | Partido Patriótico Revolucionario          | 1  |
| Fuente: Instituto de Mercadotecnia y Opinión. |                                            |    |

#### Municipio de Hermosillo
- Guillermo Balderrama Noriega  Hecho